# Kromołów (gmina)
Kromołów – dawna gmina wiejska, istniejąca w latach 1867–1940, 1945–54 i 1973–77 w Kieleckiem i Katowickiem (obecnie teren woj. śląskiego). Siedzibą gminy był Kromołów (do 1870 odrębna gmina miejska; od 1977 dzielnica Zawiercia).

## Królestwo Polskie
Gmina Kromołów powstała 1 stycznia?/13 stycznia 1867 w związku z reformą gminną w Królestwie Polskim. Należała początkowo do powiatu olkuskiego w guberni kieleckiej.
1 stycznia?/13 stycznia 1870 do gminy przyłączono pozbawiony praw miejskich Kromołów, natomiast część gminy Kromołów (Karlin, Kiełkowice, Podzamcze) weszła w skład nowo utworzonej gminy Ogrodzieniec z siedzibą w pozbawionym praw miejskich Ogrodzieńcu.
W 1890 roku gminę Kromołów przyłączono do powiatu będzińskiego w guberni piotrkowskiej.

## I wojna światowa
W czasie I wojny światowej (1915 rok) gmina Kromołów znalazła się pod okupacją austriacką, gdzie weszła w skład nowego powiatu dąbrowskiego. Przeprowadzenie granicy z niemiecką strefą okupacją wzdłuż Kolei Warszawsko-Wiedeńskiej sprawiło, że wschodnia przemysłowa część skupiska zawierciańskiego w gminie Kromołów (gdzie ulokowane siedzibę gminy Kromołów) została odcięta od Zawiercia Dużego i Zawiercia Małego (w gminie Poręba) pod okupacją niemiecką w składzie reformowanego powiatu będzińskiego, gdzie 1 lipca 1915 połączyły się w miasto Zawiercie na mocy Ustawy Miejskej dla okręgów Królestwa Polskiego znajdujących się pod zarządem niemieckim. Mając to na uwadze, władze austriackie zasygnalizowały już w marcu 1915, że organizacja gminy Kromołów nie została w pełni przeprowadzona i że "obszar gminy pozostaje ten sam jak dotychczas, o ile wskutek umowy z niemieckim zarządem wojskowym co do granicy, części gminy nie przypadają na terytorium zarządu Niemieckiego". Doszło do tego 15 sierpnia 1915, kiedy to Zawiercie (Wschodnie) z fabryką Huldschinskiego wyłączono z gminy Kromołów, zatwierdzając tym samym jego przynależność do miasta Zawiercia w niemieckiej strefie okupacyjnej; równocześnie siedzibę gminy Kromołów przeniesiono z Zawiercia (Wschodniego) do Kromołowa. W 1916 roku gmina Kromołów liczyła 6567 mieszkańców (w 1914 roku 28.724) a Zawiercie 30.436 mieszkańców.

## II Rzeczpospolita
Po odzyskaniu niepodległości władze polskie utrzymały status miejski Zawiercia (a zarazem podział gminy Kromołów), mimo wydanego w marcu 1919 rozporządzenia unieważniającego wszelkie zmiany w podziale administracyjnym Królestwa Polskiego wprowadzone przez okupantów.
Na początku okresu międzywojennego gmina Kromołów należała do powiatu będzińskiego w woj. kieleckim. 1 stycznia 1927 roku gmina weszła w skład nowo utworzonego powiatu zawierciańskiego w tymże województwie.

## PRL

### Pierwsza odsłona
Po II wojnie światowej gmina Kromołów przez bardzo krótki czas zachowała przynależność administracyjną, lecz już 18 sierpnia 1945 roku została wraz z całym powiatem zawierciańskim przyłączona do woj. śląskiego (od 6 lipca 1950 roku pod nazwą woj. katowickie, a od 9 marca 1953 jako woj. stalinogrodzkie). 1 stycznia 1951 roku część obszaru gminy Kromołów (kolonie Warty i Ręby oraz przysiółek Stawki) przyłączono do Zawiercia.
1 lipca 1952 roku gmina składała się z 6 gromad: Blanowice, Bzów, Kromołów, Łośnice, Pomrożyce i Skarżyce.
Jednostka została zniesiona 29 września 1954 roku wraz z reformą wprowadzającą gromady w miejsce gmin.

### Druga odsłona
Gmina Kromołów została reaktywowana 1 stycznia 1973 roku w powiecie zawierciańskim w woj. katowickim. W jej skład weszło 8 sołectw: Blanowice, Bzów, Karlin, Kromołów, Łośnice, Pomrożyce, Skarżyce i Żarkowice.
1 czerwca 1975 roku gmina weszła w skład nowo utworzonego mniejszego woj. katowickiego.
1 lutego 1977 roku gmina została zniesiona, a jej obszar włączony do miasta Zawiercia.